# Comuna Matviivka, Vesele
Matviivka (în ucraineană Матвіївка) este o comună în raionul Vesele, regiunea Zaporijjea, Ucraina, formată din satele Matviivka (reședința) și Voshod.

## Demografie
Componența lingvistică a comunei Matviivka
     Rusă (83,02%)
     Ucraineană (15,99%)
     Alte limbi (0,2%)
Conform recensământului din 2001, majoritatea populației comunei Matviivka era vorbitoare de rusă (83,02%), existând în minoritate și vorbitori de ucraineană (15,99%).